# Jens Brämer
Jens Brämer (* 5. Oktober 1973 in Bramsche) ist ein ehemaliger deutscher Basketballspieler und -funktionär.

## Laufbahn
Brämer, ein 1,95 Meter großer Flügelspieler, trat mit der BG Bramsche/Osnabrück in der Basketball-Bundesliga sowie im Europapokal an, 1995 wechselte er zur BC Oldenburg-Westerstede in die 2. Basketball-Bundesliga, spielte bis 1998 für die Mannschaft und trat anschließend das Amt des Managers an. Neben der Basketballlaufbahn hatte er ein Studium der Betriebswirtschaftslehre absolviert. In seine bis 2005 dauernde Managertätigkeit in Oldenburg fiel der Bundesliga-Aufstieg im Jahr 2000 sowie die Umbenennung in EWE Baskets Oldenburg und die Ausgliederung der Mannschaft in eine Spielbetriebsgesellschaft. Gleichzeitig wirkte er an der Universität Oldenburg am Aufbau des Studiengangs „BWL für Spitzensportler“ mit. 2004 und 2005 war er an der Oldenburger Uni zeitweilig als Dozent für Sportmanagement tätig.
2005 wechselte Brämer in die Führungsetage des Oldenburger Bundesliga-Konkurrenten Skyliners Frankfurt, 2006 trat er das Amt des stellvertretenden Geschäftsführers des damaligen Bundesligisten RheinEnergie Köln (später Köln 99ers) an. Während seiner Tätigkeit für die Rheinländer wurde die Mannschaft 2007 deutscher Pokalsieger. Im Juli 2009 ging die Köln 99ers Basketball GmbH & Co. KG bankrott, die Mannschaft wurde aus der Bundesliga zurückgezogen. Parallel zu seinen Aufgaben auf Vereinsebene engagierte sich Brämer zwischen 2003 und 2009 als Vizepräsident der AG Basketball-Bundesliga und war von 2008 bis 2009 darüber hinaus Dozent für Sportmanagement am RheinAhrCampus der Hochschule Koblenz.
Im Oktober 2009 trat er eine Stelle bei einem Hamburger Unternehmen an, das den Kartenverkauf bei Veranstaltungen organisiert.